# Indigofera spicata
Indigofera spicata är en ärtväxtart som beskrevs av Peter Forsskål. Indigofera spicata ingår i släktet indigosläktet, och familjen ärtväxter. Inga underarter finns listade i Catalogue of Life.

## Bildgalleri

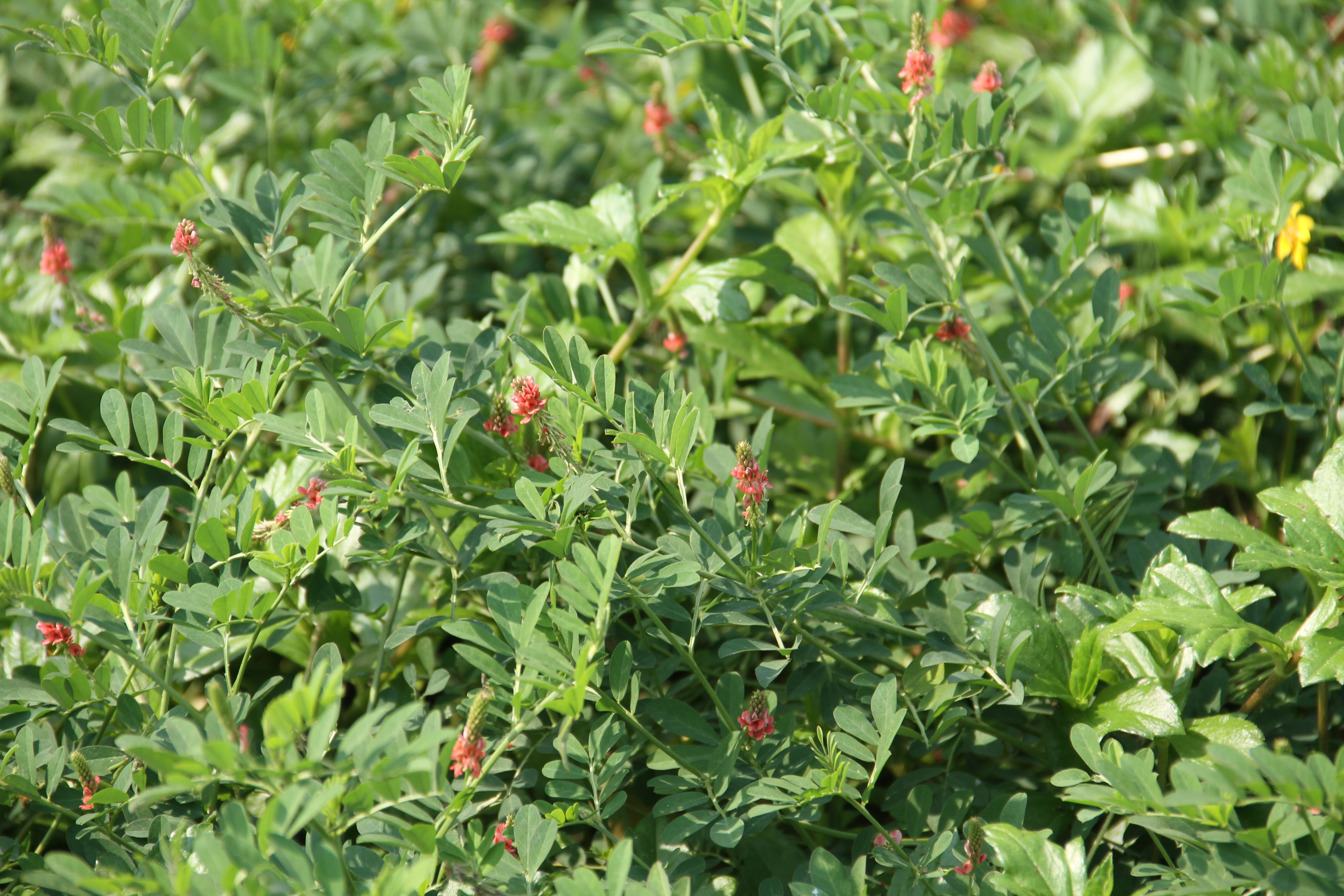
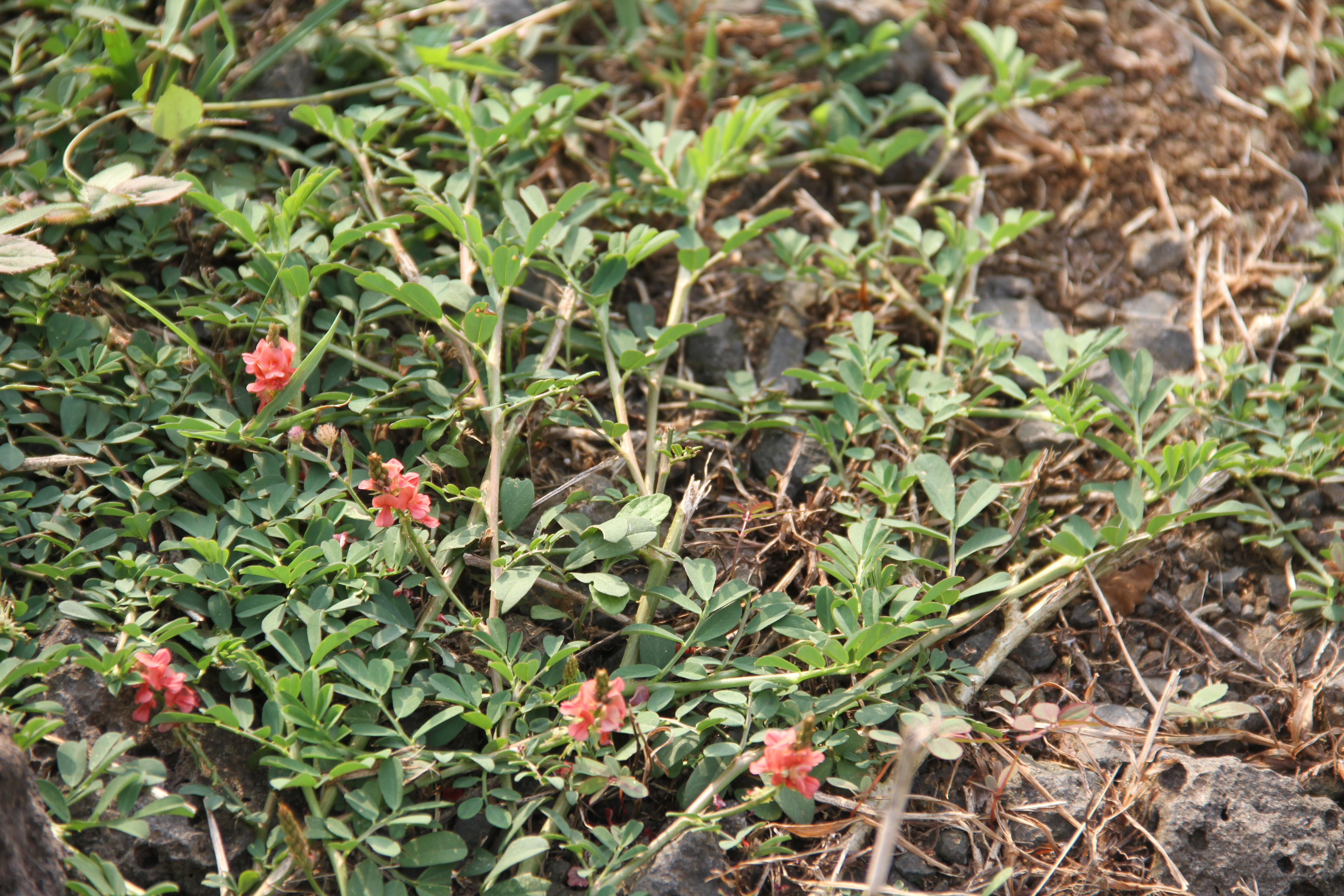
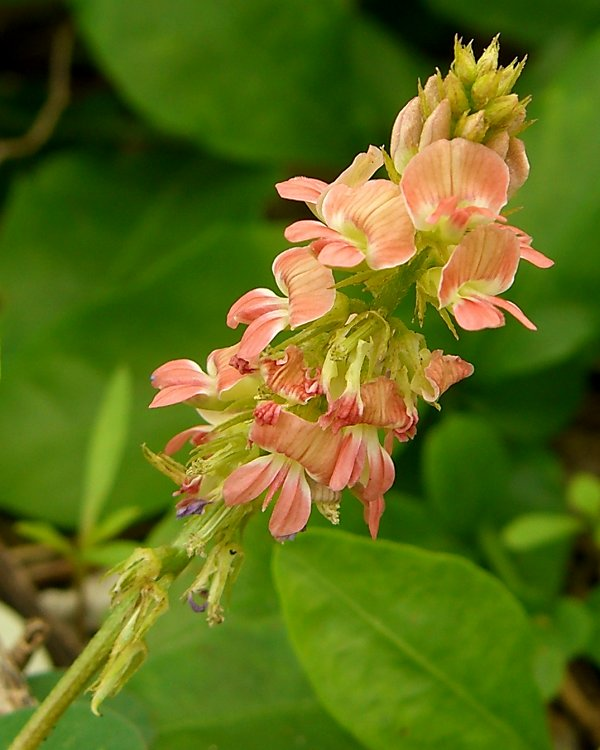